# Lovčice (tvrz)
Lovčice jsou tvrz ve stejnojmenné vesnici u Kosovy Hory v okrese Příbram ve Středočeském kraji. Tvrz byla založena v šestnáctém století. Její pozůstatky, které se dochovaly v domech čp. 1, 15, 16 a 17, jsou chráněny jako kulturní památka.

## Historie
Okolo roku 1513 (nebo v roce 1520) Petr Žehart z Nasevrk prodal svobodný lovčický poplužní dvůr Janovi z Pohnání. Jeho syn Jan Lovčický z Pohnání si v roce 1543 nechal dvůr zapsat do zemských desek. O dvanáct let později pak dvůr prodal svobodníkovi Janu Skákalíkovi z Lovčic.  Dvůr se později stal částí kosovohorského panství a od roku 1866 patřil k dobrohošťskému statku Václava Bořka Dohalského z Dohalic.
Tvrz samotná stojí v sousedství dvora (čp. 5) a v písemných pramenech se neobjevuje. Ve druhé polovině osmnáctého století chátrala, ale byla opravena a sloužila poté k ubytování chudiny. Později byla rozdělena na samostatné byty rozprodané jako čtyři domy.

## Stavební podoba
Domy s popisnýmí čísly 1, 15, 16 a 17 tvoří jednu budovu s nepravidelným půdorysem a se sedlovou střechou s polovalbou. Z renesanční stavební fáze se částečně dochovala vnitřní dispozice včetně valených kleneb s hřebínky v domech čp. 1 a 15. Přístavky u severozápadního štítu a severovýchodní strany většinou obsahují schodiště do prvního patra. Památkově chráněny jsou všechny čtyři domy s přilehlými zahradami a dvorky.